# Peter Bertilsson Ruuth
Peter Bertilsson Ruuth, född 1598 i Viborg, död 11 januari 1682 i Viborg, var en svensk rådman, köpman och konsul.

## Biografi
Peter Bertilsson Ruuth var son till borgaren Bertil Persson och Kerstin Enevaldi. Han blev borgare och köpman i Viborg, i de förutvarande östra landsdelarna av Sverige. Åren 1630–1640 var han rådman i samma stad. Vidare bevistade han riksdagen 1650 i Stockholm.
År 1662 tillträdde han som Danzigsk konsul, och var åren 1664–1670 borgmästare. Därutöver var han Kallas kassadirektör 1665.
Bertilsson Ruuth gifte sig före 1622 med Margareta Holtenborg, dotter till Truls Jönssön Holtenborg, hauptman på Dagö, och Ingeborg Christoffersdotter Kruse.
Bertilsson Ruuth avled den 11 januari 1682 i Viborg.